# Ángel Hernández Menor

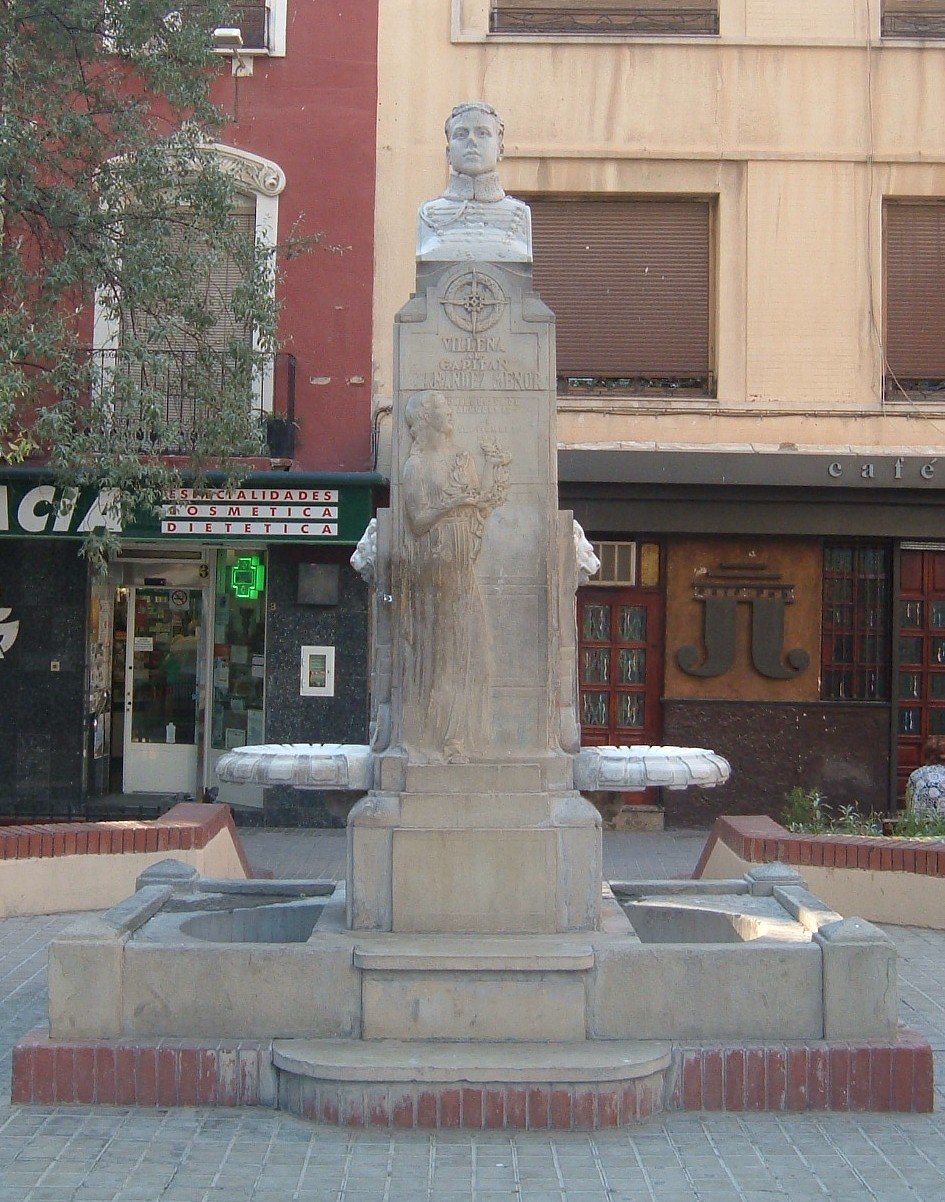
Monument a Ángel Hernández Menor a Villena.

Ángel Hernández Menor (Villena, 27 de març de 1899 - Alhucemas, 8 de setembre de 1925) va ser un militar valencià.
Nat el novè fill de la família de José Hernández Valdés i Catalina Menor Catalán, va optar per la carrera militar, i als quinze anys va aplegar a Toledo per tal de preparar-se l'ingrés a l'acadèmia d'infanteria. Al remat, però, va anar a l'acadèmia de cavalleria, a Valladolid, on entra al 1917. Tres anys després, amb el rang d'alfères, conclou els estudis i marxa al Marroc on participa en diverses accions bèl·liques. Als 22 anys, obté el grau de tinent. El 8 de setembre de 1925 forma part de l'avantguarda de les tropes que desembarquen a la platja de la Cebadilla, a Alhucemas. Només posar el peu en terra, és mort per una bala de canó. L'any 1928 se li va concedir la Cruz Laureada de San Fernando pels seus mèrits a la Guerra del Rif.
A la seua ciutat natal, Villena, Ángel Hernández va ser nomenat Fill Predilecte al tindre'n notícia el consistori de la seua mort. També es va aprovar la construcció d'un monument d'homenatge, que va materialitzar-se el 1930. Va ser destruït durant la Guerra civil espanyola i reemplaçat als anys cinquanta.